# Кирказон крупноцветковый
Кирказо́н крупноцветко́вый (лат. Aristolóchia grandiflóra) — вид двудольных растений рода Кирказон (Aristolochia) семейства Кирказоновые (Aristolochiaceae). Впервые описан шведским ботаником Улофом Сварцем в 1788 году.

## Распространение
Известен из Мексики, Белиза, Никарагуа, Коста-Рики, Ямайки, Панамы, Тринидада и Тобаго, Венесуэлы (штат Миранда), Колумбии и Эквадора. Занесён в Мартинику, Индию, США (штат Флорида) и Виргинские острова.
Растёт в тропических лесах и зарослях, а также по берегам рек и оврагов.

## Ботаническое описание
Листья широко-сердцевидные.
Цветки очень крупные, воронкообразной формы; они имеют неприятный запах гниющего мяса, призванный привлечь мух и ос для опыления. Цветение длится в течение двух дней. Цветок обоеполый: сначала, пока он привлекает опылителей запахом, он находится в женской «фазе», затем, во время специфического процесса опыления, он переходит в мужскую «фазу».
Ядовито.

## Экология
Пищевое растение у бабочек-парусников.

## Значение
Выращивается как декоративное растение. Наземные части растения использовались, по данным мексиканских и китайских исследователей, в традиционной (народной) медицине как утеротонический, цитотоксический и противомикробный агент. Растение применялось у народных целителей в Колумбии при змеиных укусах.

## Синонимы
Синонимичные названия:
- Aristolochia gigantea Hook. nom. illeg.
- Aristolochia gigas Lindl.
- Aristolochia gigas var. sturtevanti S.Watson
- Aristolochia grandiflora var. hookeri Duch.
- Aristolochia pichinchensis Pfeifer
- Howardia grandiflora (Sw.) Klotzsch